# 호라티우스 형제의 맹세
《호라티우스 형제의 맹세》(프랑스어: Le Serment des Horaces, 영어: Oath of the Horatii)는 자크루이 다비드의 회화 작품으로, 현재 루브르 미술관에 전시되어 있다. 프랑스 혁명 이전 1785년에 완성되었으며, 신고전주의 회화의 모범 작품으로 간주되고 있다. 내용은 호라티우스 삼형제가 공화국을 위해 목숨을 바치겠다고 맹세하며 경례하는 로마 신화의 한 장면으로, 로마식 경례의 모습이 그려져있다.